# Steve Furtado
Steve Furtado (ur. 22 listopada 1994 w Creil) – kabowerdeński piłkarz, występujący na pozycji prawego obrońcy w bułgarskim klubie CSKA 1948 Sofia oraz w reprezentacji Republiki Zielonego Przylądka. Uczestnik Pucharu Narodów Afryki 2021. Wychowanek Stade Rennais. Posiada również francuskie obywatelstwo.